# هيدفيغز مادورو
هيدفيغز مارتينيز مادورو (بالهولندية: Hedwiges Maduro)‏ (مواليد 13 فبراير 1985 في ألميري - هولندا) لاعب كرة قدم هولندي يلعب حاليا لصالح نادي الدرجة الأولى فالنسيا الإسباني منذ 2008 في مركز قلب الدفاع كما يجيد اللعب في مركز الوسط المدافع .

## مسيرته الكروية
لعب هيدفيغز مادورو خلال مسيرته الاحترافية مع 6 أندية في خمسة عشر موسمًا وسجل خلالها 16 هدفًا ضمن 251 مباراة. حيث فاز في ثلاثة مواسم بالكأس ولم يفز بأي دوري.
خاض هيدفيغز مادورو مسيرته مع نادي أياكس أمستردام في موسم 2004–05 ليلعب معه أربعة مواسم، مشاركًا في 70 مباراة سجل خلالها 9 أهداف. ثم انتقل إلى نادي فالنسيا في موسم 2007–08 ليلعب معه خمسة مواسم، حيث شارك في 76 مباراة سجل خلالها هدفين. لينتقل بعدها إلى نادي إشبيلية في موسم 2012–13 لمدة موسم واحد، مشاركًا في 26 مباراة ولم يسجل أي هدف. ثم انتقل إلى نادي باوك في موسم 2013–14 ولمدة موسمين، مشاركًا في 19 مباراة سجل خلالها 3 أهداف. هذا وانتقل لاحقًا إلى نادي غرونينغن في موسم 2015–16 ولمدة موسمين، مشاركًا في 32 مباراة سجل خلالها هدفًا واحدًا. ثم انتقل بعدها إلى نادي أومونيا في موسم 2017–18 لمدة موسم واحد، مشاركًا في 28 مباراة سجل خلالها هدفًا واحدًا أيضًا.

## روابط خارجية
- هيدفيغز مادورو على موقع الاتحاد الدولي (مؤرشف)  (الإنجليزية)
- هيدفيغز مادورو على موقع الاتحاد الأوربي (الإنجليزية)
- هيدفيغز مادورو على موقع قاعدة بيانات كرة القدم.إي يو (الإنجليزية)
- هيدفيغز مادورو على موقع ناشيونال فوتبول تيمز (الإنجليزية)
- هيدفيغز مادورو على موقع Soccerway.com (الإنجليزية)
- هيدفيغز مادورو على موقع عالم كرة القدم.نت (الإنجليزية)
- هيدفيغز مادورو على موقع كووورة
- هيدفيغز مادورو على موقع أوليمبيديا (الإنجليزية)
- هيدفيغز مادورو على موقع AS.com (الإسبانية)